# مینربو

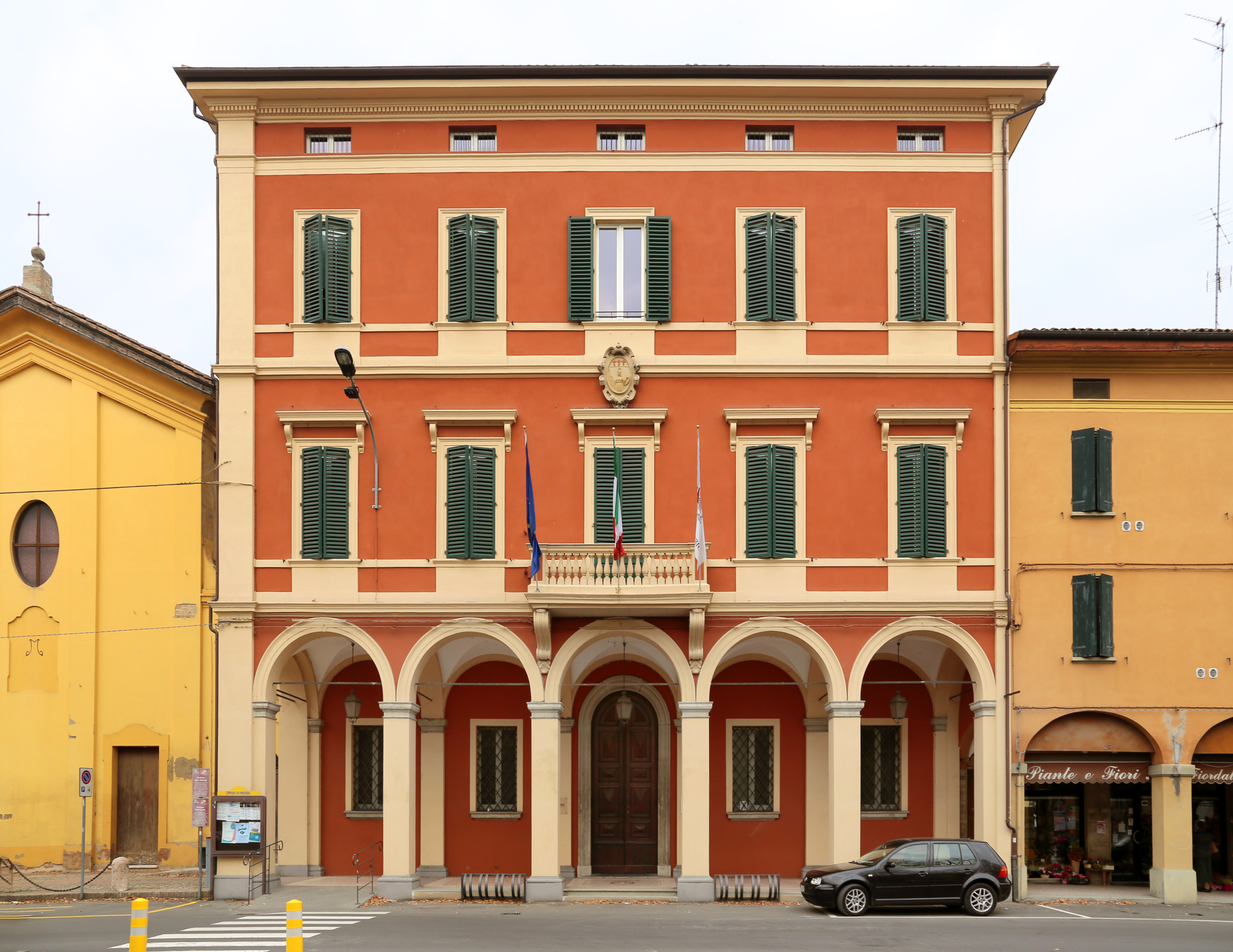
مینربو (به ایتالیایی: Minerbio) یک کومونه در ایتالیا است

مینربو (به ایتالیایی: Minerbio) یک کومونه در ایتالیا است که در استان بولونیا واقع شده‌است.

## خصوصیات
مینربو ۴۳٫۰ کیلومترمربع مساحت و ۸٬۲۴۹ نفر جمعیت دارد و ۱۶ متر بالاتر از سطح دریا واقع شده‌است.

## خواهرخوانده
شهرهای کامونیانو، Hirrlingen و Hajós خواهرخوانده‌های مینربو هستند.